# Klamparen 10

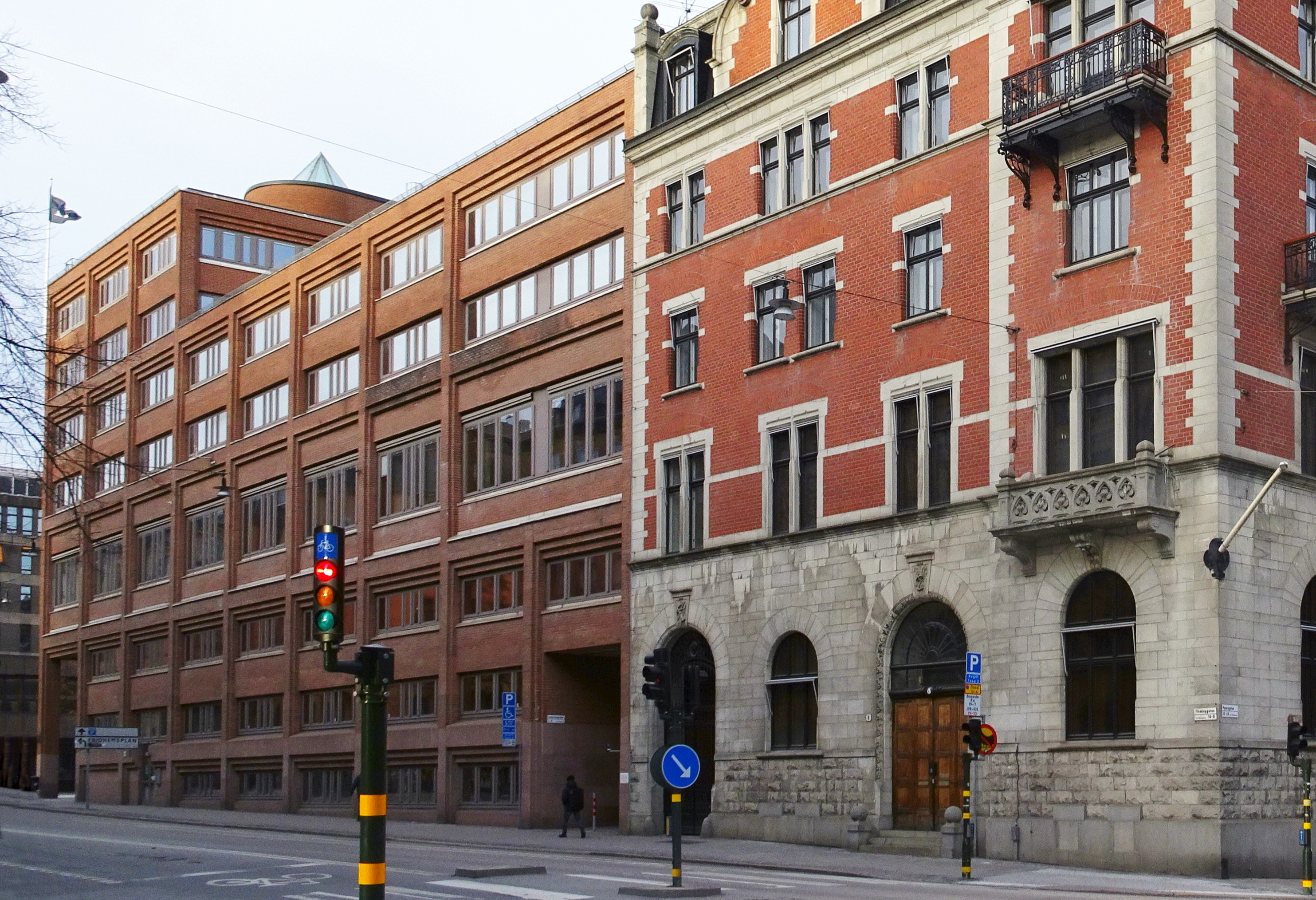
Klamparen 10, vy mot väster. Till höger syns Klamparen 8, 2018.

Klamparen 10 (även kallad Tingshuset) är en kontorsfastighet vid Fleminggatan 12-14 på Kungsholmen i Stockholm. Byggnaden uppfördes mellan åren 1983 och 1987 för Stockholms tingsrätt efter ritningar av Ahrbom & Fahlsten arkitektkontor. I lokalerna hanterades bland annat tingsrättens administration men även tvistemålsavdelningar och arkiv. Tingsrätten flyttade ut 2010. För närvarande (2017) är största hyresgästerna Skolverket och Myndigheten för samhällsskydd och beredskap. Byggnaden är blåklassad av Stadsmuseet i Stockholm, vilket innebär att bebyggelsen har "synnerligen höga kulturhistoriska värden" motsvarande fordringarna för byggnadsminnen.

## Kvarteret

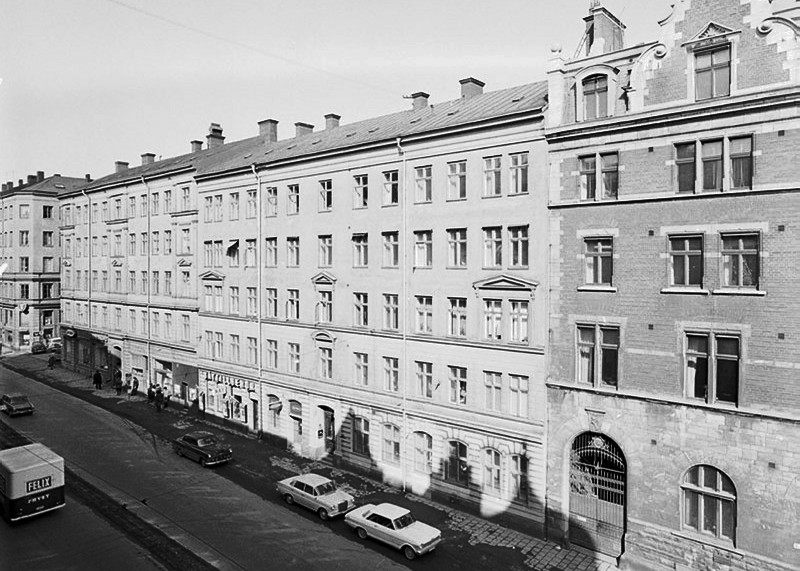
Bostadshusen Fleminggatan 8–22 på 1960-talet kort före rivningen.

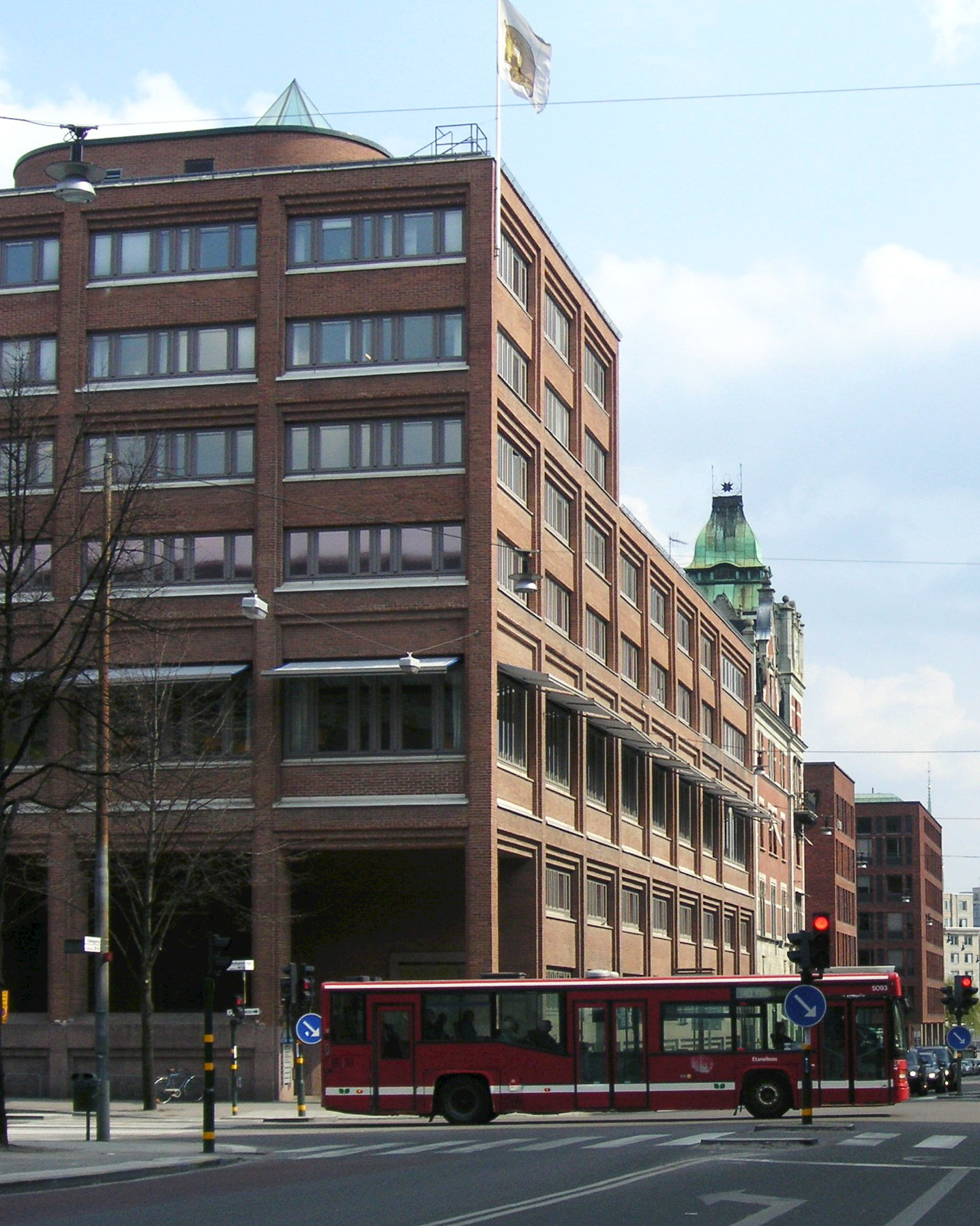
Klamparen 10, hörnet Fleminggatan / Scheelegatan, vy mot öster, 2008.

Kvarteret Klamparen är en del av det äldre kvarteret Brädstapeln som var fram till mitten av 1960-talet platsen för AB Separators fabriker och huvudkontor samt några bostadshus från 1860-talet. Rivningen av bostadshusen skedde på 1960-talets slut, då förlängdes även Scheelegatan norrut för att ansluta till den nybyggda Barnhusbron. Merparten av Separators gamla verkstäder försvann 1970–1971 och idag påminner bara den bevarade AB Separators kontorsbyggnaden (Klamparen 8) vid Fleminggatan 8 om den tidigare verksamheten.

## Byggnaden
Fastigheten Klamparen 10 begränsas i öster av Separatorgränd, i väster av Scheelegatan och i söder av Fleminggatan. Här lät Byggnadsstyrelsen mellan åren 1983 och 1987 uppföra ett stort kontorskomplex för Stockholms tingsrätt. Arkitektuppdraget gick till Ahrbom & Fahlsten arkitektkontor med Tyréns som konstruktör. 
Den mäktiga tegelbyggnaden i fem våningar är uppbyggt av en huvudvolym mot Scheelegatan, sju våningar över mark, och tre volymer i fem respektive fyra våningar som sträcker sig mot den parallella Separatorgränd. Mellan flyglarna ligger två runda planterade gårdar. En arkivvåning och en garagevåning är belägna under gatuplanet. Fasaderna är stramt gestaltade i rött murtegel där fönstren har grupperats i band som bildar ett regelbundet rutnät i murverket. I hörnet Scheelegatan/Fleminggatan finns en arkad som löper utefter Scheelegatan fram till entréporten.
Byggnaden erbjuder en sammanlagd kontorsyta om 21 000 m². Samtliga verksamheter i huset har en gemensam entréhall med en stor reception. Hallen går genom tre våningar och ger visuell kontakt mellan bottenplanet och de övre våningsplanen. Entréhallen är ett öppet och stramt utformat rum med vitputsade väggar, blankpolerat svart naturstensgolv och detaljer av trä och mässing. Det dominerande dekorativa inslaget är en centralt placerad spiraltrappa som slingrar sig upp till tredje våningen där merparten av tingsrättens salar liksom domstolens egen reception var belägna. 
I december 2005 förvärvades Klamparen 10 av Fabege från GE Real Estate Norden. Därefter lät Fabege utföra en invändig renovering med ny planlösning, nya ytskikt samt nya tekniska installationer och hissar. Hyresgästerna var då utöver Tingsrätten även Skolverket, Myndigheten för samhällsskydd och beredskap samt Valmyndigheten. År 2010 samlades tingsrättens verksamheter i det ombyggda och renoverade Stockholms rådhus och Klamparen 10 lämnades. I och med domstolens flytt blev stora delar av det före detta tingsrättsannexet tomma. 2012 blev norskägda KLP Eiendom för 962 miljoner kronor ny ägare till Klamparen 10.
Det finns planer på att bygga på Klamparen 10. Förslaget, som utformats av Ahrbom & Partner arkitektkontor, innebär att tingsrättsannexet höjs med en våning mot Scheelegatan. Mot Fleminggatan och Lennmans Trappgränd föreslås en påbyggnad i en respektive två våningar. De nya våningarna dras in cirka tre meter från befintligt fasadliv. Planförslaget förväntas ge en utökad byggrätt om totalt cirka 9 000 m² BTA för kontor och handel.